# Really Love
«Really Love» — песня американского неосоул-певца Ди Энджело (официально подписанная именем группы D’Angelo and The Vanguard), вышедшая 15 декабря 2014 года в качестве первого сингла с третьего студийного альбома Black Messiah. Авторами песни выступили Майкл Арчер, Kendra Foster, Curtis Mayfield.
Песня получила положительные отзывы и была номинирована и на премию «Грэмми-2016» в категории Лучшая запись года и выиграла награду в категории Лучшая R&B-песня
.
Песня достигла позиции № 43 в чарте Billboard R&B в 2015 году.

## Отзывы
Песня получила положительные отзывы музыкальной критики и интернет-изданий: Glide, The New Yorker, The New York Times.

## Чарты

### Еженедельные чарты
| Чарт (2015)                       | Высшая позиция |
| --------------------------------- | -------------- |
| Hot R&B/Hip-Hop Songs (Billboard) | 43             |